# Locketina versa
Locketina versa är en spindelart som först beskrevs av George Hazelwood Locket 1982.  Locketina versa ingår i släktet Locketina och familjen täckvävarspindlar. Inga underarter finns listade i Catalogue of Life.